# Lymfkörtelförstoring
Lymfkörtelförstoring innebär att lymfkörtlarna av någon orsak är förstorade, vilket kan uppkomma lokalt i någon enstaka körtel eller generellt i lymfkörtlar i hela kroppen. Generell lymfkörtelförstoring kallas också lymfadenopati. Infektion är vanligen orsaken, då tillståndet specificeras som  lymfadenit. Lymfkörtelförstoring ska skiljas från när det lymfatiska systemet inte förmår dränera vävnader från vätska och det därmed bildas ett diffust avgränsat ödem, så kallat lymfödem.
Lymfkörtlarna har till uppgift att avlägsna bakterier, virus och andra skadliga ämnen från lymfvätskan, och när de svullnar är detta ett symtom på att området ifråga blivit skadat eller utsatt för en infektion. Det tyder i de flesta fallen på en infektionssjukdom, men kan i sällsynta fall vara ett symtom på cancer såsom lymfom.
Lokala lymfkörtelförstoringar förekommer ofta i hals, armhålor och ljumskar. Infektioner är de vanligaste orsakerna, men kvarvarande förstoringar eller förstoringar utan synbar orsak kan behöva undersökas av sjukvården. I halsen tyder det ofta på en halsinfektion, och i ljumskarna på en infektion i underlivet, fötterna, benen eller ljumskarna själva. Förstoringen kan vara liten som en ärta eller mycket större. Till förstoringen hör vanligen andra symtom, som smärta eller ömhet i de svullna lymferna och allmän sjukdomskänsla. Om lymfkörtelförstoringen är generell tyder det på en mera allvarlig systemisk sjukdom, såsom HIV eller immunologiska sjukdomar (lupus, reumatoid artrit).
Tumörer i lymfkörtlarna gör dem hårda och snabbväxande, och de tenderar att sitta hårdare fast om man rör vid dem. Detta är fallet för tumörsjukdomar som har ett så kallat lymfatiskt spridningsätt, dvs. att de sprids via lymfsystemet. Tumörceller vandrar då via de lymfbanor som dränerar den aktuella vävnaden där huvudtumören växer, och tas upp i de lymfkörtlar dit lymfbanorna går. Den första lymfkörteln dit tumörcellerna kommer kallas för portvaktskörteln, eller "sentinel node" på engelska. Vid många vanliga cancerformer, såsom bröstcancer, har diagnostik av portvaktskörteln en central roll när man ska bestämma om och till vilken grad cancern har spridit sig. Med hjälp av olika typer av markörer eller färgämnen kan man identifiera vilken lymfkörtel som är portvaktskörtel och på så vis ta prov från denna för att avgöra om en lymfkörtelspridning ägt rum eller inte.
Vanligen läker svullna lymfkörtlar bort av sig själva om förstoringen beror på infektion. I allvarliga fall kan de orsaka varbölder och bakteremi. Lymfkörtelförstoring som är orsakad av cancer går inte över av sig själv, utan måste behandlas onkologiskt eller kirurgiskt.